# Temporada 2000-01 de los Indiana Pacers
La temporada 2000-2001 fue la vigesimoquinta de los Indiana Pacers en la NBA, tras la fusión de la liga con la ABA, donde había jugado nueve temporadas más. La temporada regular acabó con 41 victorias y 41 derrotas, ocupando el octavo puesto de la conferencia Este, clasificándose para los playoffs, en los que cayeron en primera ronda ante Philadelphia 76ers.

## Elecciones en elDraft
| Ronda | Puesto | Jugador       | Posición | Nacionalidad   | Universidad/Club           |
| ----- | ------ | ------------- | -------- | -------------- | -------------------------- |
| 1     | 27     | Primož Brezec | Pívot    | Eslovenia      | Union Olimpija (Eslovenia) |
| 2     | 56     | Jaquay Walls  | Escolta  | Estados Unidos | Colorado                   |

## Temporada regular
| División Central      | División Central | División Central | División Central | División Central | División Central | División Central | División Central | División Central |
| Equipo                | G                | P                | %                | PD               | Casa             | Fuera            | Div              |                  |
| --------------------- | ---------------- | ---------------- | ---------------- | ---------------- | ---------------- | ---------------- | ---------------- | ---------------- |
| y-Milwaukee Bucks     | 52               | 30               | .634             | –                | 31–10            | 21–20            | 19–9             |                  |
| x-Toronto Raptors     | 47               | 35               | .573             | 5                | 27–14            | 20–21            | 18–10            |                  |
| x-Charlotte Hornets   | 46               | 36               | .561             | 6                | 28–13            | 18–23            | 20–8             |                  |
| x-Indiana Pacers      | 41               | 41               | .500             | 11               | 26–15            | 15–26            | 15–13            |                  |
| e-Detroit Pistons     | 32               | 50               | .390             | 20               | 18-23            | 14–27            | 16–12            |                  |
| e-Cleveland Cavaliers | 30               | 52               | .366             | 22               | 20–21            | 10–31            | 11–17            |                  |
| e-Atlanta Hawks       | 25               | 57               | .305             | 27               | 18–23            | 7–34             | 9–19             |                  |
| e-Chicago Bulls       | 15               | 67               | .183             | 37               | 10–31            | 5–36             | 4–24             |                  |

## Playoffs

### Primera ronda
Philadelphia 76ers vs. Indiana Pacers
| Fecha       | Partido                                   | Ciudad       |
| ----------- | ----------------------------------------- | ------------ |
| 21 de abril | Philadelphia 76ers 78, Indiana Pacers 79  | Filadelfia   |
| 24 de abril | Philadelphia 76ers 116, Indiana Pacers 98 | Filadelfia   |
| 28 de abril | Indiana Pacers 87, Philadelphia 76ers 92  | Indianapolis |
| 2 de mayo   | Indiana Pacers 85, Philadelphia 76ers 88  | Indianapolis |
|             | Philadelphia 76ers gana las series 3-1    |              |

## Estadísticas

### Temporada regular
| Jugador         | POS | PJ | PT | MJ    | REB | AST | ROB | TAP | PTS   | MPP  | RPP | APP | ROP | TPP | PPP  |
| --------------- | --- | -- | -- | ----- | --- | --- | --- | --- | ----- | ---- | --- | --- | --- | --- | ---- |
| Reggie Miller   | SG  | 81 | 81 | 3,181 | 285 | 260 | 81  | 15  | 1,527 | 39.3 | 3.5 | 3.2 | 1.0 | .2  | 18.9 |
| Jermaine O'Neal | C   | 81 | 80 | 2,641 | 794 | 98  | 49  | 228 | 1,041 | 32.6 | 9.8 | 1.2 | .6  | 2.8 | 12.9 |
| Austin Croshere | PF  | 81 | 23 | 1,874 | 387 | 92  | 36  | 50  | 822   | 23.1 | 4.8 | 1.1 | .4  | .6  | 10.1 |
| Al Harrington   | PF  | 78 | 38 | 1,892 | 381 | 130 | 63  | 18  | 586   | 24.3 | 4.9 | 1.7 | .8  | .2  | 7.5  |
| Travis Best     | PG  | 77 | 21 | 2,457 | 222 | 473 | 110 | 11  | 918   | 31.9 | 2.9 | 6.1 | 1.4 | .1  | 11.9 |
| Jalen Rose      | SF  | 72 | 72 | 2,943 | 359 | 435 | 65  | 43  | 1,478 | 40.9 | 5.0 | 6.0 | .9  | .6  | 20.5 |
| Jeff Foster     | C   | 71 | 9  | 1,152 | 389 | 33  | 39  | 28  | 249   | 16.2 | 5.5 | .5  | .5  | .4  | 3.5  |
| Derrick McKey   | SF  | 66 | 20 | 987   | 176 | 74  | 48  | 13  | 145   | 15.0 | 2.7 | 1.1 | .7  | .2  | 2.2  |
| Sam Perkins     | PF  | 64 | 41 | 999   | 168 | 41  | 33  | 18  | 242   | 15.6 | 2.6 | .6  | .5  | .3  | 3.8  |
| Jonathan Bender | SF  | 59 | 7  | 574   | 74  | 32  | 7   | 28  | 193   | 9.7  | 1.3 | .5  | .1  | .5  | 3.3  |
| Žan Tabak       | C   | 55 | 14 | 777   | 213 | 33  | 10  | 30  | 216   | 14.1 | 3.9 | .6  | .2  | .5  | 3.9  |
| Tyus Edney      | PG  | 24 | 0  | 263   | 24  | 54  | 17  | 0   | 106   | 11.0 | 1.0 | 2.3 | .7  | .0  | 4.4  |
| Terry Mills     | PF  | 14 | 0  | 113   | 21  | 5   | 3   | 1   | 25    | 8.1  | 1.5 | .4  | .2  | .1  | 1.8  |
| Bruno Šundov    | C   | 11 | 4  | 120   | 23  | 2   | 2   | 4   | 43    | 10.9 | 2.1 | .2  | .2  | .4  | 3.9  |
| Lari Ketner     | PF  | 3  | 0  | 7     | 0   | 1   | 0   | 0   | 0     | 2.3  | .0  | .3  | .0  | .0  | .0   |

### Playoffs
| Jugador         | POS | PJ | PT | MJ  | REB | AST | ROB | TAP | PTS | MPP  | RPP  | APP | ROP | TPP | PPP  |
| --------------- | --- | -- | -- | --- | --- | --- | --- | --- | --- | ---- | ---- | --- | --- | --- | ---- |
| Reggie Miller   | SG  | 4  | 4  | 177 | 20  | 10  | 3   | 2   | 125 | 44.3 | 5.0  | 2.5 | .8  | .5  | 31.3 |
| Jalen Rose      | SF  | 4  | 4  | 164 | 18  | 11  | 6   | 1   | 72  | 41.0 | 4.5  | 2.8 | 1.5 | .3  | 18.0 |
| Travis Best     | PG  | 4  | 4  | 163 | 19  | 37  | 4   | 0   | 39  | 40.8 | 4.8  | 9.3 | 1.0 | .0  | 9.8  |
| Jermaine O'Neal | C   | 4  | 4  | 157 | 50  | 7   | 0   | 10  | 39  | 39.3 | 12.5 | 1.8 | .0  | 2.5 | 9.8  |
| Jeff Foster     | C   | 4  | 2  | 52  | 12  | 2   | 0   | 3   | 10  | 13.0 | 3.0  | .5  | .0  | .8  | 2.5  |
| Austin Croshere | PF  | 4  | 0  | 129 | 20  | 6   | 4   | 2   | 43  | 32.3 | 5.0  | 1.5 | 1.0 | .5  | 10.8 |
| Derrick McKey   | SF  | 4  | 0  | 35  | 9   | 4   | 1   | 0   | 6   | 8.8  | 2.3  | 1.0 | .3  | .0  | 1.5  |
| Al Harrington   | PF  | 3  | 0  | 40  | 4   | 3   | 0   | 0   | 5   | 13.3 | 1.3  | 1.0 | .0  | .0  | 1.7  |
| Sam Perkins     | PF  | 3  | 0  | 19  | 4   | 0   | 0   | 0   | 5   | 6.3  | 1.3  | .0  | .0  | .0  | 1.7  |
| Žan Tabak       | C   | 2  | 2  | 10  | 3   | 0   | 0   | 0   | 1   | 5.0  | 1.5  | .0  | .0  | .0  | .5   |
| Tyus Edney      | PG  | 2  | 0  | 10  | 0   | 3   | 1   | 0   | 4   | 5.0  | .0   | 1.5 | .5  | .0  | 2.0  |
| Jonathan Bender | SF  | 1  | 0  | 4   | 0   | 0   | 0   | 0   | 0   | 4.0  | .0   | .0  | .0  | .0  | .0   |